# Cyclops abnobensis
Cyclops abnobensis – gatunek widłonoga z rodziny Cyclopidae, nazwa naukowa gatunku została po raz pierwszy opublikowana w 1958 roku przez austriackiego biologa i zoogeografa Vincenza Brehma.